# Моя автобіографія
«Моя автобіографія» — усмішка Остапа Вишні, яка в гумористичній формі розкриває фактори формування митця. У назві твору використано тавтологію.

## Тема та ідея твору
Тема: розповідь про дитинство, родину, навчання й формування свідомості автора
Ідея: показати в дотепній формі чинники формування й становлення письменника

## Композиція
Гумореска складається з трьох розділів: у першому оповідач розказує про своє народження, дитинство та родину; у другому та третьому розділі — про навчання й формування світогляду. Композиція відповідає формі ділового паперу — автобіографії, з притаманними властивостями документа: місце й дата народження, інформація про батьків, освіту, трудову зайнятість. Автор чергує серйозність та вдумливість з жартами та щирими висловлюваннями.

## Проблематика
- Формування особистості автора.
- Відповідальність за свою діяльність.
- Повага до старших та вчителів.

## Образи
- Природа — корова, картопля, кінь, коноплі.
- Люди — літературний герой, мати, батько, діди («швець, жив у Лебедині, другий, хлібороб у Груні»), вчитель Іван Максимович, «пані-експлуататорша».
- Предмети і явища — криниця, колиска, город, черкеска, ліжко, лінійка, яка сформувала літературний стиль автора, книга «Катехізис» Філарета[1], яку треба було знати напам'ять, народження, падіння з коня, цілування руки, робота.

## Засоби творення комічного
- Поєднання стилів (ділового та художнього).
- Вживання народної етимології та лайливих слів.
- Уживання комічних народних приказок і прислів'їв.
- Зображення дотепних ситуацій, подій.
- Використання наукових, військових термінів для відтворення щоденних і побутових подій.
- Уживання іронії та парадоксів.